# Чудовище оперы
«Чудовище оперы» (итал. Il mostro dell'opera) — итальянский чёрно-белый фильм ужасов 1964 года режиссёра Ренато Польселли.

## Сюжет
Театральная труппа попадает в уже давно не функционирующий французский оперный театр. Молодая девушка Кристина, поющая в труппе сопрано, встречает странного молодого человека — Фантома, после чего пропадает на несколько дней. Наконец-таки возвратившись после длительной пропажи, Кристина кажется окружающим более красивой, чем раньше, а её голос теперь звучит намного лучше, нежели раньше, что вызывает непреодолимую ревность примадонны труппы — Карлотты. Однако Кристина вскоре начинает превращаться в вампира, а вновь появившийся Фантом пытается превратить в вампиров всех остальных членов труппы.

## В ролях
- Марко Мариани — Сандро
- Джузеппе Аддоббати
- Барбара Ховард — Джулия
- Карла Кавалли — Аврора
- Альберто Аркетти — Акилле
- Альдо Никодеми — Стефано
- Джоди Эксселл — Иветт
- Милена Вукотич — Карлотта

## Критика
Как отмечал Луис Поль в своей книге Italian Horror Film Directors, фильм сочетает в себе вампирскую тематику с открытой сексуальной эстетикой, а порой и обнажёнкой. Поль также отмечает, что на создание подобного, погружённого в привлекательную атмосферу с пышногрудыми актрисами в главных ролях, фильма Польселли, вероятно, вдохновили вампирские фильмы киностудии Hammer Films.